# Daphnia pulex
Daphnia pulex is een watervlooiensoort uit de familie van de Daphniidae. De wetenschappelijke naam van de soort is voor het eerst geldig gepubliceerd in 1860 door Leydig.

## Omschrijving
De soort wordt maar een halve millimeter lang. Kenmerkend is zijn korte, snelle zwembewegingen. Vaak komt hij een dichte zwermen voor in sloten en plassen.

### Vissenvoer
In de aquariumhandel vormt de soort een belangrijke bron van voedsel voor veel siervissen.